# Kashgai
Los kashgai (también escrito qashqai o qašqāys; en persa قشقائی) son un pueblo de Irán que habla un idioma túrquico y también el persa. Los kashgai viven principalmente en las provincias de Fars, Juzestán y el sur de Isfahán, pero sobre todo alrededor de la ciudad de Shiraz en Fars.
Los kashgai eran originariamente pastores nómadas y algunos siguen siéndolo hoy en día. Los kashgai nómadas tradicionales iban con sus rebaños cada año desde los altos pastos de verano al norte de Shiraz hasta aproximadamente 480 kilómetros al sur a los pastos de invierno en las tierras más bajas y cálidas cerca del golfo Pérsico, al suroeste de Shiraz. La mayoría, sin embargo, no se han asentado o están parcialmente asentados. La tendencia al sedentarismo se ha incrementado marcadamente desde los años 1960.
Los kashgai están formados por una serie de tribus y subtribus, como los Amalaeh, Darreh-Shuri, Kashkuli, Shesh Baluki, Farsimadan, Karacheh, Rahimi y Safi-Jani. 

## Historia
Históricamente, se cree que los kashgai viene del Asia Central[cita requerida] y pueden haber estado entre los grupos túrquicos que llegaron a Irán en los siglos XI o XII. Algunos de estos grupos comenzaron a identificarse ellos mismos como kashgai en el siglo XVIII o posiblemente antes.

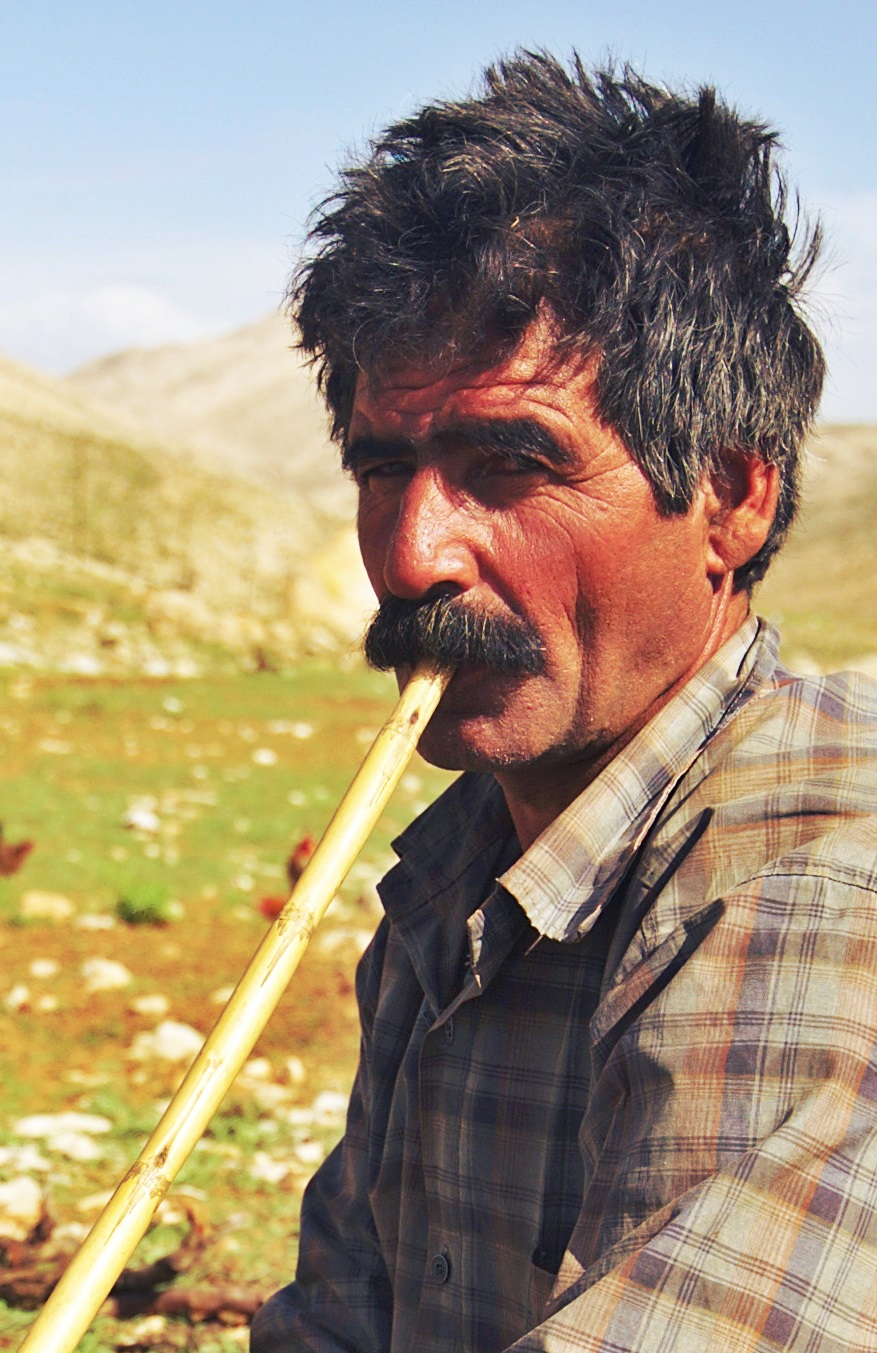
Un hombre nómada kashqai con su narguile. Provincia de Sepidan, Irán.

Según la Encyclopædia Iranica, son "un conglomerado de clanes de diferente origen étnico, incluyendo luros, kurdos y árabes. Pero la mayoría de los kashgai son de origen túrquico."
"Para sobrevivir, los nómadas siempre se han visto obligados a luchar. Viven una vida vagabunda y no guardan documentos ni archivos.
Pero por las tardes, alrededor de hogueras que arden a poca llama, los mayores relataban acontecimientos sorprendentes, hazañas de valor de las que las tribus se enorgullecen. Así, el cuento épico se narra de padre a hijo, a través de los tiempos.
Las tribus de Asia Central se vieron forzadas por guerras, el hambre, las rebeliones, a abandonar sus estepas y buscar nuevos pastos... así, los hunos, los visigodos y antes de ellos los arios habían invadido la India, Irán, Europa.
Los turcos, abandonando las regiones en las que habían morado desde hacía siglos, comenzaron a moverse a través de las depresiones turánica y caspiana, estableciéndose ellos mismos con el tiempo en las fronteras del Imperio Iranio y en Asia Menor.
Somos de idioma y raza túrquicos; algunos dicen que descendemos de la tribu ghuzz turca, conocida por su crueldad y fiereza y que nuestro nombre deriva del turco "kashka" que significa "un caballo con una estrella blanca en la frente". Otros creen que el nombre indica que venimos de Kashgar en la estela de Hulagu. Más aún, otros dicen que significa "fugitivo".
Aunque estas versiones difieren, nosotros creemos que la llegada de nuestras tribus a Irán coincide con las conquistas de Gengis Kan en el siglo XIII. Poco después, nuestros antepasados se establecieron en las laderas del Cáucaso. Somos descendientes de la "tribu de los Ak Koyunlu", la "tribu de la oveja blanca" famosa por ser la única tribu en la historia capaz de derrotar a Tamerlán. Durante siglos vivimos en las tierras alrededor de Ardebil pero, en la primera mitad del siglo XVI, nos asentamos en el sur de Persia, pues el sah Ismail pidió a nuestros guerreros que defendieran esta parte del país contra las incursiones de los portugueses. Así, nuestras tribus vinieron a la provincia de Fars, cerca del golfo Pérsico, y sólo una cadena montañosa nos separa de él, el Mekrán.
Las migraciones anuales de los kashgai, buscando pastos frescos, los lleva del sur al norte, donde van a sus pastos de verano "Yaylak" en las altas montañas; y del norte al sur, a los pastos de invierno, "kishlak".
En el verano, los rebaños kashgai pastan en las laderas del Kuh-è-Dinar, un macizo montañoso de 12.000 a 15.000 pies que es parte de la cadena de los Zagros.
En otoño los kashgai levantan el campamento y por etapas abandonan las tierras altas. Hibernan en las regiones más cálidas cercas de Firuzabad, Kazerun, Jerrè, Farashband, a orillas del río Mound, hasta que, en abril, comienzan una vez más su senda anual.
La migración está organizada y controlada por el jefe kashgai. Las tribus evitan cuidadosamente pueblos y ciudades, como Shiraz o Isfahán, para que sus rebaños, calculados en siete millones de cabezas, no causen daños serios. La migración anual es la más grande de cualquier tribu persa.
Es difícil dar estadísticas exactas, pero creemos que las tribus constan actualmente de 400.000 hombres, mujeres y niños." Narrado a Marie-Thèrése Ullens de Schooten por el "Il Begh" Malek Mansur, hermano del "Il Jan", Nasser Kan, Jefe de las tribus kashgai, en 1953.
Los kashgai fueron una significativa fuerza política en Irán a finales del siglo XIX y principios del XX. Durante la Primera Guerra Mundial se vieron influidos por un funcionario consular alemán, Wilhelm Wassmuss, y se pusieron de lado de los alemanes. Durante la Segunda Guerra Mundial, los kashgai organizaron la resistencia contra la ocupación británica y recibieron ayuda de los alemanes, convirtiéndose de nuevo en la principal fuerza política en el sur de Persia. En 1945-1946 hubo una gran rebelión de una serie de confederaciones tribales, entre ellas los kashgai, quienes lucharon valientemente hasta que los rusos invasores fueron rechazados. Los kashgai se alzaron de nuevo en 1962-64 debido a las reformas de la tierra de la Revolución Blanca. La revuelta fue aplastada y en pocos años muchos kashgai se habían asentado. La mayoría de los líderes tribales fueron enviados al exilio. Después de la Revolución Islámica Iraní de 1979, el líder Khosrow Kan Kashgai volvió a Irán desde Alemania. Pronto fue arrestado y ejecutado en público por promover un alzamiento contra el gobierno.

## Alfombras y tejidos kashgai
Los kashgai son conocidos por sus magníficas alfombras y otros productos de lana tejida. A veces se les llama de "Shiraz" porque Shiraz era el mayor mercado para ellos en el pasado. La lana producida en las montañas y valles cerca de Shiraz es excepcionalmente suave y bella y toma un color más profundo que la lana de otras partes de Irán.
"Ninguna otra lana de Persia toma un color tan rico e intenso como la lana de Shiraz. El azul oscuro y el rojo rubí oscuro son igualmente extraordinarios, y eso se debe a la brillantez de la laza, que es más firme y, por así decirlo, más transparente que la seda y hace pensar en un esmalte translúcido."
Las alfombras kashgai se dice que son "probablemente las más famosas de todos los tejidos tribales persas." Las alforjas kashgai, adornadas con coloridos diseños geométricos, "que son superiores a cualquier otro."